# Zawadka (powiat strzyżowski)
Zawadka – wieś w Polsce położona w województwie podkarpackim, w powiecie strzyżowskim, w gminie Strzyżów.
| SIMC    | Nazwa | Rodzaj    |
| ------- | ----- | --------- |
| 0663338 | Dół   | część wsi |
| 0663344 | Góra  | część wsi |

Przez wieś biegnie droga powiatowa łącząca miasta powiatowe Strzyżów i Ropczyce oraz droga gminna łącząca miejscowości Nawsie i Grodzisko.
Była wsią klasztoru cystersów koprzywnickich w województwie sandomierskim w ostatniej ćwierci XVI wieku. W latach 1975–1998 miejscowość należała administracyjnie do województwa rzeszowskiego.
We wsi w Stawie Mośków ma początek rzeka Zawadka.
Wierni Kościoła rzymskokatolickiego należą do Parafii Grodzisko w dekanacie strzyżowskim, diecezji rzeszowskiej.
Zawadka jest małą miejscowością, w której dominuje działalność gospodarcza remontowo-budowlana, działa firma transportowa z usługami ziemnymi oraz dwa sklepy. We wsi znajdowała się szkoła podstawowa, ale została zlikwidowana. W miejscowości działa Koło Gospodyń Wiejskich, Ochotnicza Straż Pożarna z grupą młodzieżową oraz Stowarzyszenie Rozwoju Wsi: Grodzisko, Różanka, Zawadka.
We wsi znajduje się także elektrownia wiatrowa.